# 중도좌파
중도좌파(中道左派)의 중도는 정치적 용어는 아니다. 정치학에서 중도라는 개념 자체는 없지만 좌파 성향의 사람들이 우파를 배제하고 자신들끼리 성향을 분류할때 사용하는 새로 만들어진 용어이다. 때문에 '중도' 라는 포지션은 일반적으로 '좌파'를 가르킨다. 그래서 중도좌파는 일반적으로 좌파 중에서도 좌측으로 더 쏠려있는 좌파를 얘기한다. 이 분류법에 따르면 중도좌파니 중도우파니 이런건 사회적으로 전부 좌파에 속하는 것 이다. 좌파 커뮤니티 에서는 '중도'라는 타이틀에 들어가야 정싱적인 사람으로 인식 하기 때문에 '중도'라는 단어에 집착을 많이 하고 있다. 우파에서는 좌파를 제외한 나머지를 극단적인 세력으로 프로파간다 하기 위한 용어전술이라 보고 있다. 그 이유로 자신이 중도우파 라면서 자유주의나 자유시장경제를 부정하거나 그게 뭔지도 모르는 경우도 많고, 스스로 우파라면서 사회주의를 찬양하는 경우도 있으며 자신이 지지하는게 사회주의나 계획경제인 줄도 모르는 경우가 대부분이란 점을 근거로 주장 한다. 
결국 중도좌파는 개념으로 이념 내에서 좌파(左派)보다 덜 좌파적인 면모를 보이는 것을 말한다. 민주사회주의, 공산주의 등이 좌파 사상으로 평가되며 사회주의의 수정주의가 중도 우파로 들어간다. 
쉽게 설명하자면 지칭할때 '중도'라는 말을 쓰면 좌파로 보면 된다. 이념적으로 중도란 말은 자기들끼리 좌파를 다르게 부르는 용도이지 내용상 다른점은 하나도 없다.

## 성향
보통의 중도좌파들은 빈부격차의 지나친 심화에 비판적이지만, 이에 대한 해결책으로 누진소득세, 아동노동 금지법, 최저임금법, 한국의 근로기준법과 같은, 노동시간 등 노동조건의 최저기준을 정한 노동법, 노동삼권 같은 다소 온건한 정책들을 제시한다. 중도좌파는 급진좌파와 달리 완전한 평등이 가능하지 않다고 생각하지만 최대한의 동등한 기회 제공을 위한 제도 개선, 실패자를 위한 어느 정도의 복지 정책이 결과적으로 사회에서의 평등의 정도를 향상시킬 수 있다고 주장한다.

## 중도좌파 이념
다만 나라별 정치적 상황이나, 정치 집단의 다른 개별적 요소에 따라 중도좌파 대신 좌파로 분류될 수도 있다.
- 자유사회주의
- 급진민주주의
- 사회민주주의
- 민주사회주의
- 사회자유주의
- 진보민주주의
- 평등주의
- 참여민주주의
- 개혁주의

## 중도좌파 정당
독일 사회민주당, 프랑스의 사회당, 영국의 노동당, 스웨덴 사회민주노동당, 이탈리아의 민주당, 스페인 사회노동당, 터키의 공화인민당, 일본의 입헌민주당,대한민국의 정의당 등이 대표적인 중도좌파 정당이라고 할 수 있다.

## 중도좌파 언론
- - 경향신문, 한겨레신문[2][3][4][5][6]
- - 슈피겔, 쥐트도이체 차이퉁[7][8]
- - 뉴욕 타임스[9], 워싱턴포스트[10], ABC 뉴스[11]
- - 가디언[12][13], 옵저버[14], 인디펜던트[15]
- - 아사히 신문, 마이니치 신문
- - 알 자지라[16]
- - 리베라시옹, 르 몽드

## 같이 보기
- 중도좌파 정당 목록
- 정치적 스펙트럼
- 중도우파